# On-U Sound Records
On-U Sound Records ist ein britisches Musiklabel, das als eines der wichtigsten europäischen Dub- und Reggae-Label gilt.

## Geschichte
On-U Sound Records wurde 1979/1980 von Adrian Sherwood und seiner damaligen Frau Kishi Yamamoto sowie ihren Partnern Pete Holdsworth, Lizard, Tony Phillips und Martin Harrison gegründet.
Die erste Veröffentlichung war eine 7" Split-Single der Bands New Age Steppers (Fade Away) und London Underground (Learn A Language).
Zu den wichtigsten Künstlern gehörten neben den New Age Steppers vor allem African Head Charge, Audio Active, Bim Sherman, Dub Syndicate, Gary Clail, Little Annie, Mark Stewart and the Maffia, Singers & Players und Tackhead.